# Attacco Parham
Con il nome di attacco Parham si indica un'apertura del gioco degli scacchi, consistente nelle mosse 
1. e4(?) e5
2. Dh5?!

Prende il nome dallo scacchista statunitense Bernard Parham.
L'attacco Parham viola i principi generali del gioco di apertura, esponendo la donna troppo presto invece di sviluppare i pezzi. Causa tuttavia qualche problema al Nero, in quanto dopo 2...Cc6 3.Ac4, minacciando il matto in f7, questi è pressoché costretto a rispondere 3...g6 (fianchettando l'alfiere), 3...De7 (bloccando l'alfiere) o 3...Df6 (impedendo al cavallo g8 l'accesso alla sua casa migliore.
Sebbene inusuale, tale apertura è stata giocata recentemente dal Grande maestro Hikaru Nakamura due volte nel 2005, la prima volta pattando, la seconda perdendo a causa di un errore nel mediogioco.

## Continuazioni
Fra le continuazioni possibili le più studiate sono:
- 2... Cf6 3 Dxe5+ De7 4 Dxe7+ Axe7 5 e5 Cd5 6 Cc3 Cxc3 7 dxc3 0-0 8 Cf3 d6 9 exd6 Axd6 10 Ae3 Cc6 11 Ad3 g6 12 0-0-0, porta in vantaggio il Bianco
- 2..Cc6 3 Ac4 g6 4 Df3 Cf6 5 Ce2 (5 Db3? Cd4!! 6 Axf7 Re7 8 Dc4 b5! con guadagno dell'Alfiere) Ca5 6 d3 d6 7 Ab3 Ag7 8 Cbc3 0-0 9 0-0 Ad7 10 Ag5 h6 11 Ah4 Te8 12 Tfd1 Cxb3 13 axb3 a5 con gioco pari
- 2..Cc6 3 Cf3 Cf6 4 Dh4 Ae7 5 Ac4 d5 6 exd5 Cxd5 7 Dg3 0-0 8 Cc3 Cf4 9 h3 Ca5 10 d3 Ad6 11 0-0 Cxc4 12 dxc4 Ch5 con gioco pari
- 2..Cc6 3 Cc3 Cf6 4 Dd1 Ab4 5 Cf3 0-0 6 Ad3 h6 7 0-0 Te8 8 Ac4 Ca5 9 Ae2 d5 10 Cxd5 Cxd5 11 c3 Af8 12 exd5 Dxd5 con gioco pari
- 2..Cc6 3 d3 Cf6 4 Dd1 h6 5 Cf3 Ae7 6 Cc3 0-0 7 g3 b5 8 Ag2 d5 9 exd5 Cxd5 10 Cxb5 Ab4+ 11 Ad2 Axd2 12 Dxd2 Tb8 con gioco pari.